# Nossa Senhora do Desterro do Mato Grosso de Jundiaí
A Vila Formosa de Nossa Senhora do Desterro do Mato Grosso de Jundiaí (na ortografia setecentista original, "Villa Fermosa de Nossa Senhora do Destêrro do Matto Grosso de Jundiahy" na grafia ) foi uma vila da Capitania de São Vicente e a primeira denominação do município de Jundiaí, em São Paulo. Com a inauguração da Catedral Nossa Senhora do Desterro em 1651, Jundiaí foi emancipada da  Vila de Parnaíba em 14 de dezembro de 1656, herdando um extenso território que chegava até o Rio Grande, que atualmente divide o estado de São Paulo de Minas Gerais. Com a passagem do tempo, o vasto território da antiga vila se dividiu entre diversos municípios, hoje localizados em sua maior parte no estado de São Paulo, mas que constituem dezenas de municípios na porção do território que atualmente está ao Sul de Minas Gerais.

## História
Até o Século XVII, a região foi povoada por diferentes povos indígenas. A expansão do povoamento para o nordeste da Vila de São Paulo dos Campos de Piratininga e para além da área onde se situava o povoado do Parnaíba, resultou nos núcleos de Itu e Jundiaí. A povoação de Jundiaí começou a ser reconhecida a partir de 1661, com o término da construção da capela dedicada a Nossa Senhora do Desterro. Era com a existência de uma capela curada que um pequeno povoado ou arraial obtinha o reconhecimento da presença de uma comunidade. A existência de um povoamento disperso na região, que foi se condensando, justificava a necessidade de uma capela curada, dada a distância que os moradores tinham que percorrer para satisfazer as necessidades religiosas em Santana de Parnaíba, a quem pertencia o território jundiaiense antes da emancipação, considerando a precariedade dos caminhos, a insuficiência dos meios de transporte, somadas à travessia do rio Tietê.
Para a população de uma maneira geral, não bastava construir uma capela, era necessário oficializá-la, sagrá-la, o que iria torná-la reconhecida oficialmente para a Igreja, permitindo que fosse visitada regularmente por um padre. A sacralização não importava somente para a população, mas também para o clero e para o governo, pois lhe atribuía outro significado eclesiástico e oficial e consequentemente um outro significado para o povoado. Porém, para ganhar este status era necessário seguir as exigências previstas nas constituições de números 683 a 686 das Constituições do Arcebispado da Bahia de 1707, que estabeleciam como construir as capelas para torná-las sacras.
A igreja da vila de Jundiaí foi construída no alto de uma colina e próximo ao curso d'água do rio Jundiaí. Este aspecto é importante para entender a localização do núcleo urbano originário de Jundiaí, pois era no entorno da igreja que se construíam as casas, já que não se podia construir "capelas curadas" ou "igrejas sacras" em lugares ermos ou despovoados. Outro aspecto importante para a localização dos núcleos urbanos era o facto da população migrante procurar fixar povoados no alto dos morros e colinas, pois assim assegurava-se a defesa contra ataques de índios, e em local servido de rios, córregos e riachos, pois estes fatores constituíam elementos indispensáveis para a sobrevivência.
A igreja começou a ser construída em 1649 e terminou em 1651; com isso, Jundiaí deixava de depender de Parnaíba para atender as necessidades religiosas e algumas atividades civis, como registro de nascimentos, casamentos, etc. Esta situação de autonomia em relação a Parnaíba culminou em 1656 com a elevação de Jundiaí a vila, determinando a sua autonomia política, com a instalação da Câmara, símbolo do poder civil no país.

### O território de Jundiaí
Ao atingir a sua emancipação política, com a elevação à categoria de vila, fez parte da dinâmica de ocupação do território paulista pelos bandeirantes do século XVII. Jundiaí foi resultado do desmembramento de uma município originário, no caso Parnaíba, que acabava de perder território e população, muito embora no caso de Jundiaí a população originária fosse da vila de São Paulo dos Campos de Piratininga, pois estes bandeirantes percorriam o caminho que saía de São Paulo em direção a noroeste passando o rio Tietê, saindo pelos lados de Nossa Senhora do Ó e as minas do Jaraguá, passando por Juqueri, até atingir o sertão de Jundiaí, sem passar pela vila de Parnaíba. Com a elevação de Jundiaí a vila, delimitou-se o seu território, compreendendo todo o sertão até o rio Grande, que ficava sob sua jurisdição.
A vila de Jundiaí teve sob jurisdição o território do "Caminho de Goiás", também conhecido como "Estrada do Anhanguera", até o sertão do rio Grande. Devido à imprecisão na medida do território acredita-se que o limite da vila iniciava-se a noroeste da vila de São Paulo dos Campos de Piratininga e a noroeste da vila de Parnaíba, abrangendo o sertão de Jacuí, que englobava uma vasta área em que hoje se situam os municípios mineiros de Passos, São Sebastião do Paraíso, Guaxupé, Muzambinho entre outros, até as margens dos rios Grande e Sarapuí-Guaçu, portanto englobava uma extensa faixa de terra localizada, hoje, a sudoeste do estado de Minas Gerais.
Os desmembramentos que ocorreram na Capitania de São Paulo, principalmente relacionados com a definição das fronteiras da nova Capitania de Minas Gerais, criada em 1720, fizeram com que a vila de Jundiaí perdesse os territórios sob sua jurisdição: Em 1755, Pedro Franco Quaresma, vindo do Arraial do Ressacatú, descobre ouro na região de São Carlos de Jacuí, cuja posse é tomada pela Câmara jundiaiense. Fundamenta-se neste fato a questão da posse mineira ou paulista sobre a região. Em 4 de março de 1755, o padre Inácio Paes de Oliveira é provido, como capelão curado, pelo Bispado de São Paulo. Em 5 de setembro de 1764, o governador da Capitania de Minas Gerais, Luiz Diogo Lobo da Silva, resolve fazer uma viagem inspeção pelas regiões limítrofes com a Capitania de São Paulo. Partindo de Vila Rica, dirigiu-se a comitiva a São João do Rei, tomando rumo a noroeste, pela margem do rio Grande, passando por Oliveira, Tamanduá, Piumhi e atravessando o rio Grande, junto à barra do Sapucaí, penetrou na região sul-mineira. Chegando ao arraial de São Pedro de Alcântara e Almas do Jacuí, o General Luiz Diogo, destituiu as autoridades paulistas e publicou um bando, em dezembro de 1764, pelo qual regulou a posse mineira daquela localidade. Em dezembro de 1775 as paróquias mineiras eram restituídas ao Bispado de São Paulo. A região era, então, governada, no civil, por Minas Gerais e no eclesiástico, pela diocese de São Paulo.
Em 27 de maio de 1774, o bandeirante Francisco Barreto Leme, de Taubaté, funda o povoado de Matto Grosso de Campinas, que em 14 de julho de 1774, é elevado à categoria de Freguesia da Vila de Jundiahy, denominada Nossa Senhora da Conceição de Campinas.

### Desmembramento de Mogi Mirim
A Vila de Jundiahy continuou a perder territórios, agora vítima de desmembramentos dentro da própria Capitania de São Paulo, pela criação de novas vilas. As novas políticas econômicas de Portugal estimulou o povoamento e desenvolvimento econômico de povoados dispersos ao longo do Caminho de Goiás, provocando desmembramentos na vila de Jundiaí. Durante o governo do Morgado de Mateus foram criadas sete vilas. Foi nesse período que a Freguesia de São José de Mogy-Mirim foi desmembrada de Jundiaí, elevando-se à condição de vila pela ordem expedida em 22 de outubro de 1769, fazendo com que Jundiaí perdesse grande parte de seu território. O território Vila de São José de Mogy-Mirim compreendia uma vasta área que, atualmente, abrange os municípios das regiões de Mogi-Guaçu, Ribeirão Preto e Franca, até as margens do rio Grande.

### Desmembramento de Campinas
No ano de 1797, foi a vez da Conceição de Campinas ser elevada à categoria de vila, agora denominada São Carlos de Campinas. Para justificar separação, seu vigário Joaquim José Gomes, alega que os moradores se sentem envergonhados por deixarem desamparadas suas casas, famílias, lavouras de açúcar e acumulam prejuízos ao servir os cargos da República da Vila de Jundiaí, distante oito, dez, doze e quatorze léguas de distância. Justificar para tanto ter uma população de 2,107 mil pessoas e que nos três anos anteriores a freguesia havia registrado um crescimento populacional de 688 pessoas, registrava mais de 400 residências, e se elevada a vila ela poderia ter um rendimento de 50 mil réis e os moradores poderiam servir os cargos da República da vila sem prejuízos a sua lavoura. O principal motivo para a criação da Vila de São Carlos de Campinas foi a capacidade de desenvolvimento econômico, que na época, não justificava mais pertencer à Vila de Jundiaí. A área da Vila de São Carlos de Campinas compreendia os atuais municípios de Santa Bárbara d'Oeste, Paulínia, Americana, Cosmópolis, Sumaré, Nova Odessa, Hortolândia e Valinhos.

## Versões da fundação
Pela falta de documentação, a data de ocupação pelos colonizadores na região provoca muitas discussões e controvérsias, algumas versões contam que Jundiaí começou a ser povoado em 1615, com a chegada do bandeirante Rafael de Oliveira, o velho, foragido da justiça junto da esposa, filhos e genros, acompanhado de grande número de escravos, índios forros e homens armados. Mas segundo outras versões, o verdadeiro fundador de Jundiaí não seria Rafael de Oliveira, o velho, e sim o filho, Rafael de Oliveira, o moço, pois seu pai, Rafael de Oliveira, o velho, faleceu em 1648, em seu sítio no Jaraguá, antes do início da construção da Catedral Nossa Senhora do Desterro, que marcou o início do reconhecimento da povoação de Jundiaí.

## Demografia
Em 1799, a população de Jundiaí, dividida entre livres e escravos, era composta por 3,876 habitantes.

### População livre
A população livre contava com um total de 3,196 (82,5%) pessoas, sendo 1,560 (48,8%) homens e 1,636 (51,2%) mulheres.

### População escrava
A população escrava contava com um total de 735 (17,5%) pessoas, sendo 587 (79,9%) homens e 148 (20,1%) mulheres.

## Economia
Inicialmente, Jundiaí era uma localidade pobre, com unidades agrícolas pequenas movidas pelo trabalho familiar e alguns escravos. Mas o aumento constante nas culturas de gênero alimentícios, em especial o milho, e o início de uma moderna economia açucareira no último quartel do século XVIII geraram profundas mudanças estruturais, como se vê no aumento do tamanho das unidades agrícolas e da população escrava residente.

### Tropeirismo
Jundiaí foi um ponto importante na produção de alimentos e logística de ocupação do território brasileiro, sendo local de saída dos caminhos que iam para Minas Gerais, Goiás e Mato Grosso, além do próprio interior de São Paulo. Jundiaí era um importante centro de produção de cangalhas, selas e ferraduras e de venda de mulas usadas pelos tropeiros, que eram compradas como animais selvagens na região de Sorocaba e do Sul do Brasil e depois adestradas.

## Elevação à cidade
A denominação de Nossa Senhora do Desterro de Matto Grosso de Jundiahy perdurou até 28 de março de 1865, quando a vila foi elevada a categoria de cidade, passando a sediar o município de Jundiahy.